# Saint-Nicolas-la-Chapelle (Aube)
Pour les articles homonymes, voir Saint-Nicolas-la-Chapelle.
Saint-Nicolas-la-Chapelle est une commune française, située dans le département de l'Aube en région Grand Est.

## Géographie
| Chalautre-la-Grande Seine-et-Marne |                           | La Saulsotte     |
|                                    | Saint-Nicolas-la-Chapelle |                  |
| Le Mériot                          |                           | Nogent-sur-Seine |

Il s'agit d'un petit bourg situé en proche banlieue de Nogent-sur-Seine, son territoire administratif borde la limite sud-est de l’Île-de-France ; il s’étend sur 11,5 km2 comprenant majoritairement des zones agricoles et naturelles.
On trouve des massifs boisés, relativement diffus et souvent situés au sommet de petites collines, dont la plus importante culmine à 138 mètres de hauteur, une promenade piétonne y est aménagée desservant un site bénéficiant d'un beau panorama sur Nogent et la centrale.

### Hydrographie

#### Réseau hydrographique
La commune est dans la région hydrographique « la Seine de sa source au confluent de l'Oise (exclu) » au sein du bassin Seine-Normandie. Elle est drainée par le Resson, le Ru, la noue de Pigny, un bras du Resson et le cours d'eau 01 de la Fosse aux Nonnes,.
Le Resson, d'une longueur de 24 km, prend sa source dans la commune de La Saulsotte et se jette  dans la Seine à Villiers-sur-Seine, après avoir traversé neuf communes. 

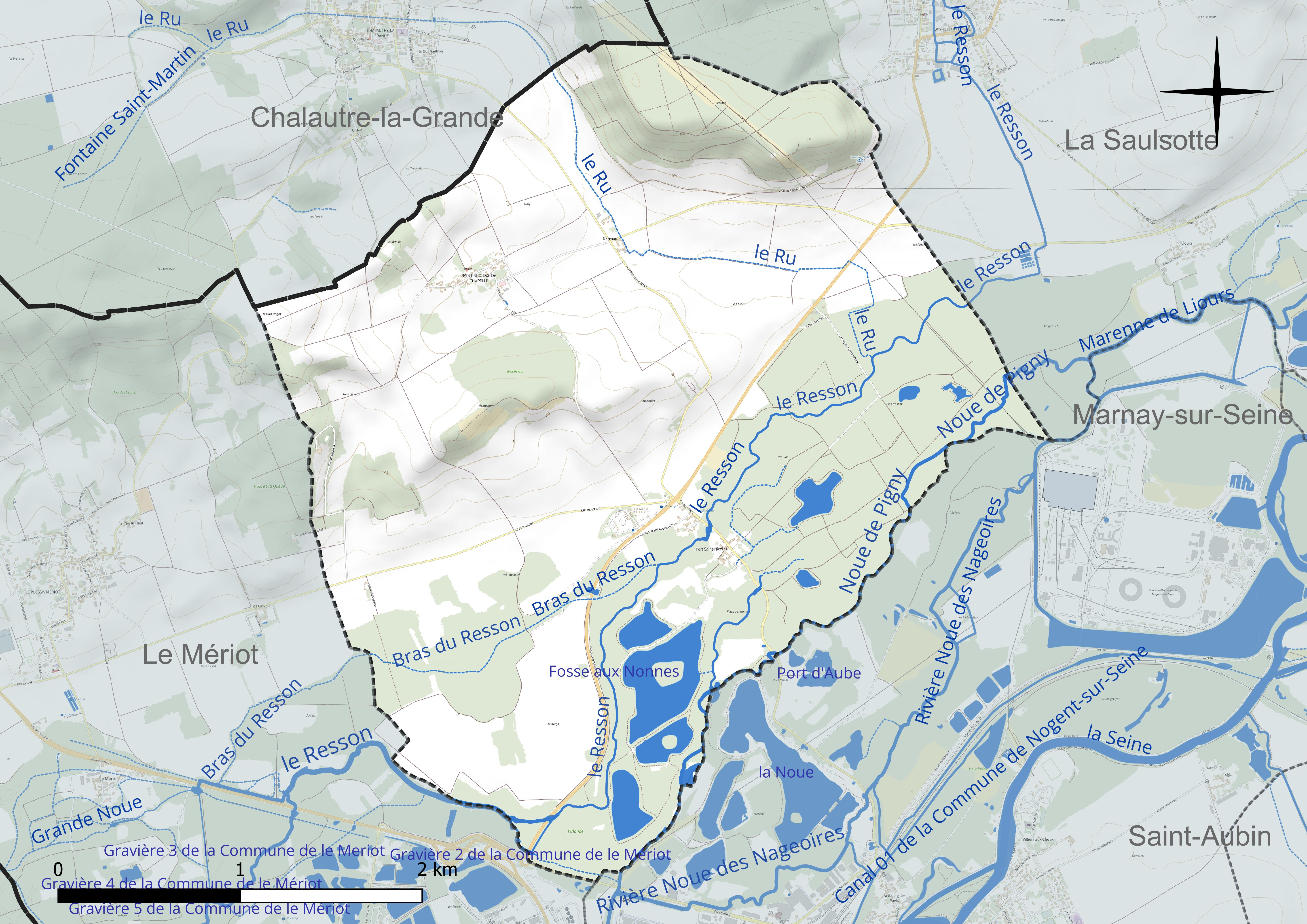
Réseau hydrographique de Saint-Nicolas-la-Chapelle.

Un plan d'eau complète le réseau hydrographique : la fosse aux Nonnes (19,1 ha),.

#### Gestion et qualité des eaux
Le territoire communal est couvert par le schéma d'aménagement et de gestion des eaux (SAGE) « Bassée Voulzie ». Ce document de planification concerne le territoire du bassin versant de l'Armançon qui s’étend sur 1 710 km2 et se répartit sur trois départements (l'Aube, l'Yonne et la Marne). Le périmètre a été arrêté le 2 septembre 2016, le diagnostic a été validé le 29 novembre 2022. La structure porteuse de l'élaboration et de la mise en œuvre est le Syndicat mixte ouvert de l’eau potable, de l’assainissement collectif, de l’assainissement non collectif, des milieux aquatiques et de la démoustication (SDDEA), dont le siège est à Troyes. 
La qualité des cours d’eau peut être consultée sur un site dédié géré par les agences de l’eau et l’Agence française pour la biodiversité. 

### Climat
Pour des articles plus généraux, voir Climat du Grand Est et Climat de l'Aube.
En 2010, le climat de la commune est de type climat océanique dégradé des plaines du Centre et du Nord, selon une étude du Centre national de la recherche scientifique s'appuyant sur une série de données couvrant la période 1971-2000. En 2020, Météo-France publie une typologie des climats de la France métropolitaine dans laquelle la commune est exposée à un climat océanique altéré et est dans la région climatique  Nord-est du bassin Parisien, caractérisée par un ensoleillement médiocre, une pluviométrie moyenne régulièrement répartie au cours de l’année et un hiver froid (3 °C). 
Pour la période 1971-2000, la température annuelle moyenne est de 10,8 °C, avec une amplitude thermique annuelle de 15 °C. Le cumul annuel moyen de précipitations est de 740 mm, avec 11,7 jours de précipitations en janvier et 7,5 jours en juillet. Pour la période 1991-2020, la température moyenne annuelle observée sur la station météorologique de Météo-France la plus proche, « Bouy-sur-Orvin », sur la commune de Bouy-sur-Orvin à 13 km à vol d'oiseau, est de 11,4 °C et le cumul annuel moyen de précipitations est de 635,9 mm. 
La température maximale relevée sur cette station est de 42,4 °C, atteinte le 25 juillet 2019 ; la température minimale est de −20,5 °C, atteinte le 17 janvier 1985,,. 
Les paramètres climatiques de la commune ont été estimés pour le milieu du siècle (2041-2070) selon différents scénarios d'émission de gaz à effet de serre à partir des nouvelles projections climatiques de référence DRIAS-2020. Ils sont consultables sur un site dédié publié par Météo-France en novembre 2022.

## Urbanisme

### Typologie
Au 1er janvier 2024, Saint-Nicolas-la-Chapelle est catégorisée commune rurale à habitat très dispersé, selon la nouvelle grille communale de densité à 7 niveaux définie par l'Insee en 2022.
Elle est située hors unité urbaine. Par ailleurs la commune fait partie de l'aire d'attraction de Nogent-sur-Seine, dont elle est une commune de la couronne,. Cette aire, qui regroupe 19 communes, est catégorisée dans les aires de moins de 50 000 habitants,.

### Occupation des sols
L'occupation des sols de la commune, telle qu'elle ressort de la base de données européenne d’occupation biophysique des sols Corine Land Cover (CLC), est marquée par l'importance des territoires agricoles (57,2 % en 2018), une proportion identique à celle de 1990 (57,2 %). La répartition détaillée en 2018 est la suivante : 
terres arables (53,8 %), forêts (33 %), milieux à végétation arbustive et/ou herbacée (6,8 %), zones agricoles hétérogènes (3,4 %), eaux continentales (3 %). L'évolution de l’occupation des sols de la commune et de ses infrastructures peut être observée sur les différentes représentations cartographiques du territoire : la carte de Cassini (XVIIIe siècle), la carte d'état-major (1820-1866) et les cartes ou photos aériennes de l'IGN pour la période actuelle (1950 à aujourd'hui).

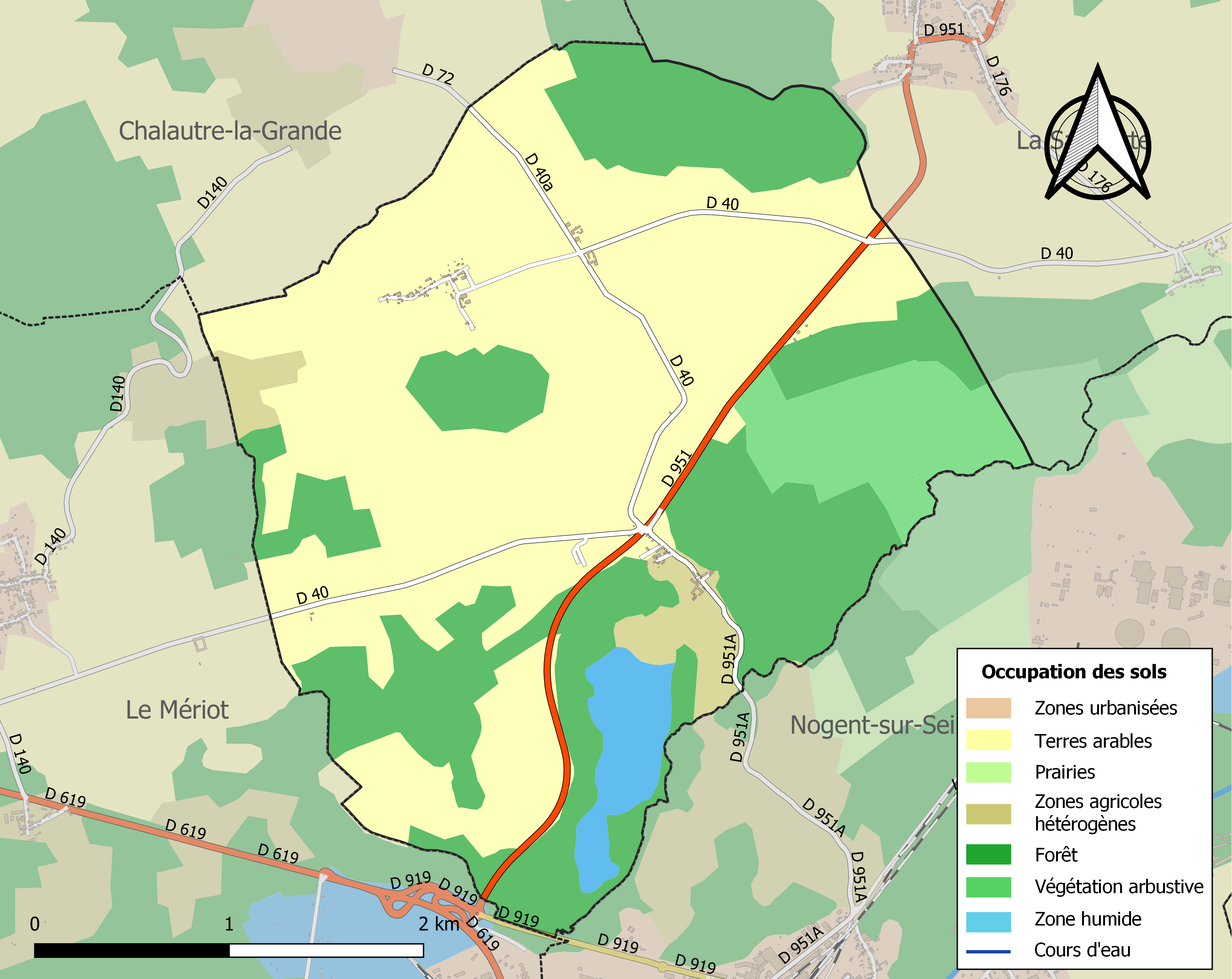
Carte des infrastructures et de l'occupation des sols de la commune en 2018 (CLC).

## Histoire
Les premières traces de l'occupation humaine sur le territoire de la commune remontent au Néolithique comme l'attestent la présence de trois dolmens (dont un seul subsiste) et trois polissoirs (désormais disparus).
Au début du XIIe siècle (1107), Montier-la-Celle possédait la chapelle de Saint-Nicolas qui fut transformée en église en 1175. La paroisse a connu de nombreuses appellations, dont la plus fréquente était jusqu'au XIXe siècle La chapelle Saint-Nicolas.
Au cours de la Révolution française, la commune, alors nommée simplement Saint-Nicolas, porta provisoirement le nom de Lugrand.
C'est en 1919 que la commune adopta le nom de Saint-Nicolas-la-Chapelle.

## Politique et administration

### Liste des maires
| Période                                  | Période  | Identité                                      | Étiquette | Qualité  |
| ---------------------------------------- | -------- | --------------------------------------------- | --------- | -------- |
| Les données manquantes sont à compléter. |          |                                               |           |          |
| mars 2001                                | En cours | Gilbert Lemaur Réélu pour le mandat 2020-2026 | DVD       | retraité |

## Population et société

### Démographie
L'évolution du nombre d'habitants est connue à travers les recensements de la population effectués dans la commune depuis 1793. Pour les communes de moins de 10 000 habitants, une enquête de recensement portant sur toute la population est réalisée tous les cinq ans, les populations de référence des années intermédiaires étant quant à elles estimées par interpolation ou extrapolation. Pour la commune, le premier recensement exhaustif entrant dans le cadre du nouveau dispositif a été réalisé en 2008.

En 2022, la commune comptait 75 habitants, en évolution de +19,05 % par rapport à 2016 (Aube : +0,7 %, France hors Mayotte : +2,11 %).
| 1793 | 1800 | 1806 | 1821 | 1831 | 1836 | 1841 | 1846 | 1851 |
| ---- | ---- | ---- | ---- | ---- | ---- | ---- | ---- | ---- |
| 257  | 255  | 293  | 251  | 237  | 230  | 229  | 214  | 227  |

| 1856 | 1861 | 1866 | 1872 | 1876 | 1881 | 1886 | 1891 | 1896 |
| ---- | ---- | ---- | ---- | ---- | ---- | ---- | ---- | ---- |
| 211  | 222  | 219  | 184  | 184  | 161  | 152  | 141  | 142  |

| 1901 | 1906 | 1911 | 1921 | 1926 | 1931 | 1936 | 1946 | 1954 |
| ---- | ---- | ---- | ---- | ---- | ---- | ---- | ---- | ---- |
| 140  | 116  | 120  | 93   | 107  | 98   | 96   | 86   | 98   |

| 1962 | 1968 | 1975 | 1982 | 1990 | 1999 | 2006 | 2008 | 2013 |
| ---- | ---- | ---- | ---- | ---- | ---- | ---- | ---- | ---- |
| 88   | 70   | 68   | 70   | 61   | 79   | 77   | 77   | 64   |

| 2018 | 2022 | - | - | - | - | - | - | - |
| ---- | ---- | - | - | - | - | - | - | - |
| 68   | 75   | - | - | - | - | - | - | - |

## Économie
L'économie locale est restée essentiellement basée sur la culture traditionnelle des céréales.

## Culture locale et patrimoine

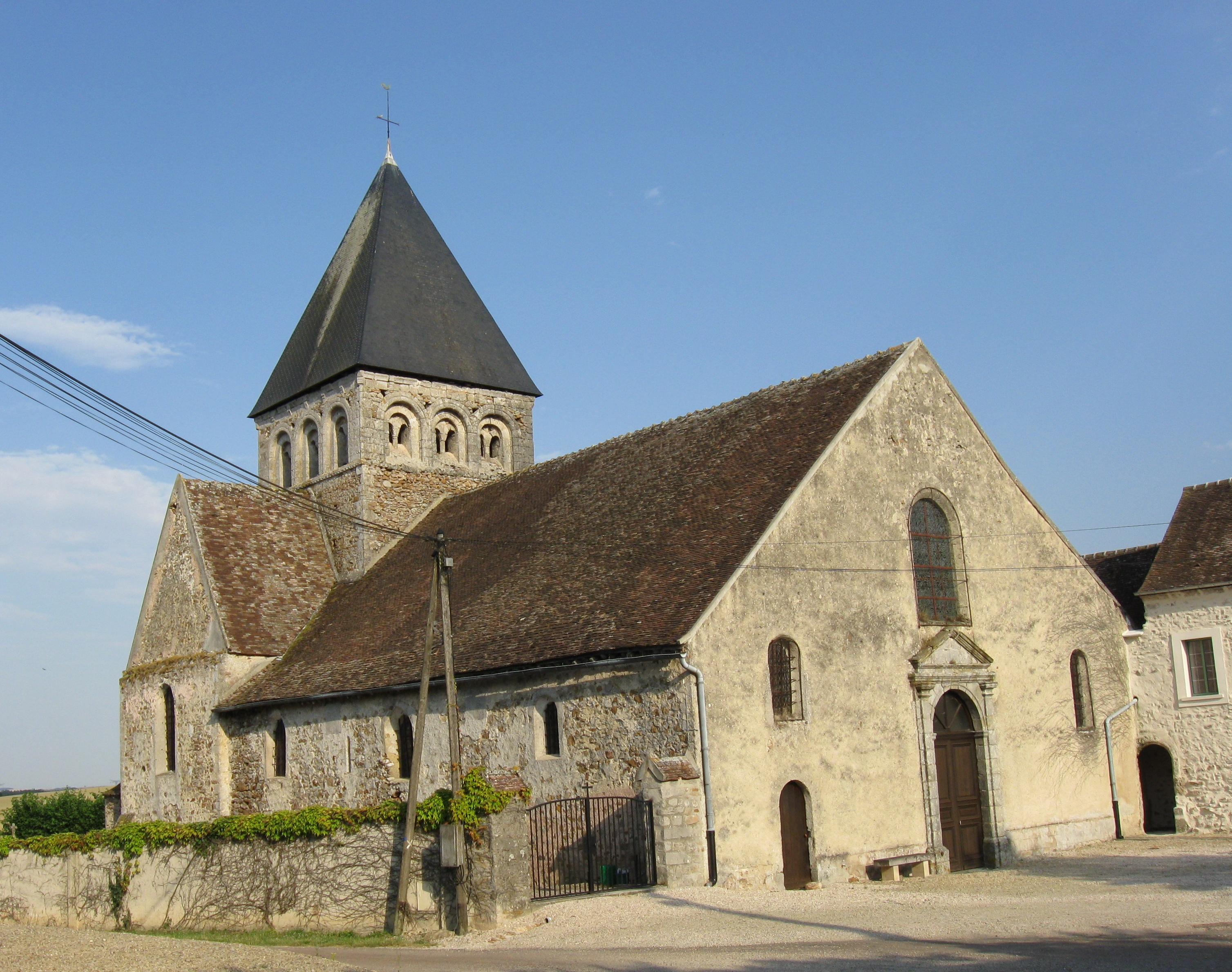
L'église Saint-Nicolas.

### Lieux et monuments
- Dolmen du Pavois : dolmen inscrit au titre des monuments historiques en 1993[23].
- L'église Saint-Nicolas a fait l’objet d’une inscription au titre des monuments historiques en 1926[24],[25].